# Janina Wołoszyn
Janina Wołoszyn – polska inżynier, dr hab. nauk rolniczych, profesor zwyczajny Katedry Technologii Żywności i Żywienia  Wydziału Inżynierii Produkcji Uniwersytetu Ekonomicznego we Wrocławiu.

## Życiorys
13 grudnia 1979 obroniła pracę doktorską Badania nad przydatnością technologiczną mięsa ryb roślinożernych na przykładzie amura, 18 czerwca 2002 habilitowała się na podstawie pracy zatytułowanej Charakterystyka fizykochemiczna i technologiczna mięśni kaczek tuczonych przymusowo. 18 kwietnia 2013 nadano jej tytuł profesora w zakresie  nauk rolniczych. Objęła funkcję profesora w Katedrze Technologii Żywności Pochodzenia Zwierzęcego na Wydziale Inżynieryjnym i Ekonomicznym Akademii Ekonomicznej im. Oskara Langego we Wrocławiu.
Piastowała stanowisko profesora nadzwyczajnego w Instytucie Chemii i Technologii Żywności na Wydziale Inżynierii Produkcji Uniwersytetu Ekonomicznego we Wrocławiu.
Jest profesorem zwyczajnym Katedry Technologii Żywności i Żywienia Wydziału Inżynierii Produkcji Uniwersytetu Ekonomicznego we Wrocławiu.
Była kierownikiem w Katedrze Technologii Żywności Pochodzenia Zwierzęcego na Wydziale Inżynieryjnym i Ekonomicznym Akademii Ekonomicznej im. Oskara Langego we Wrocławiu.